# Зміна *m у *n у праслов'янській мові
Змі́на [m] у [n] у праслов'я́нській мóві — фонетичний процес переходу сонанта [m] у [n] у кінці складу в праслов'янській мові. Дана зміна, що належить до ранніх явищ консонантизму, полягала в тому, що при артикуляції звука [m] у такій позиції губно-губне зімкнення поступово розвинулося в зубнопередньоязикове, що й зумовило перехід [m] > [n].
Зміна відбулася в грецькій, балтійських і слов'янських мовах, а також у вірменській, кельтській і германських.

## Суть

### Перебіг
1. До зміни [m] у [n] було 12 складів із носовими сонантами, а після [m] > [n] їх стало 6[2]:
  - {\displaystyle \left.{\begin{matrix}^{*}{\breve {\bar {e}}}m\\^{*}{\breve {\bar {e}}}n\end{matrix}}\right\rangle \ ^{*}{\breve {\bar {e}}}n} (2);
  - {\displaystyle \left.{\begin{matrix}^{*}{\breve {\bar {o}}}m\\^{*}{\breve {\bar {o}}}n\end{matrix}}\right\rangle \ ^{*}{\breve {\bar {o}}}n} (2);
  - {\displaystyle \left.{\begin{matrix}^{*}{\breve {\bar {a}}}m\\^{*}{\breve {\bar {a}}}n\end{matrix}}\right\rangle \ ^{*}{\breve {\bar {a}}}n} (2).
2. Нові склади із носовими сонантами, що виникли внаслідок утрати складотворчих сонантів, змінилися також:
  - {\displaystyle \left.{\begin{matrix}^{*}{\tilde {\breve {\underset {.}{m_{1}}}}}\\^{*}{\tilde {\breve {\underset {.}{n_{1}}}}}\ \end{matrix}}\right.\left.{\begin{matrix}\!\!\;>\;^{*}{\tilde {\breve {i}}}m\\\!\!>\;^{*}{\tilde {\breve {i}}}n\end{matrix}}\right\rangle \ ^{*}{\tilde {\breve {i}}}n} (2);
  - {\displaystyle \left.{\begin{matrix}^{*}{\acute {\bar {\underset {.}{m_{1}}}}}\\^{*}{\acute {\bar {\underset {.}{n_{1}}}}}\ \end{matrix}}\right.\left.{\begin{matrix}\!\!\;>\;^{*}{\acute {\breve {i}}}m\\\!\!>\;^{*}{\acute {\breve {i}}}n\end{matrix}}\right\rangle \ ^{*}{\acute {\breve {i}}}n} (2);
  - {\displaystyle {\begin{matrix}^{*}{\acute {\bar {\underset {.}{m_{2}}}}}\;>\;^{*}{\acute {\breve {u}}}m\end{matrix}}\rangle \ ^{*}{\acute {\breve {u}}}n}.

#### Наслідок
Зміна відбулася:
- У 1 особі однини теперішнього часу в знахіднім відмінку: прасл. *nogam > *nogan, *vodam > *vodan, *lēsŏm > *lēsŏn, *vḷkŏm > *vḷkŏn, *gostim > *gostin. Надалі сполука голосного з *-n перейшла в носовий *ǫ або ж редуковані *ъ, *ь: староцерк.-слов. *nogan >... ногѫ, *vodan >... водѫ, *lēsŏn >... лѣсъ, *vḷkŏn >... влъкъ, *gostin >... гость);
- У 1 особі однини аористу в знахіднім відмінку: прасл. *badsom > *badson, *grēbsom > *grēbson, *orbom > *orbon, *gostim > *gostin, *rēkam > *rēkan, idŏm > *idŏn, *vidēsŏm > *vidēsŏn. Тут також відбувся перехід у редукований *ъ, а [s] перейшов у [x]: пор. староцерк.-слов. *idŏn >... идъ, *vidēsŏn >... видѣхъ. Слід уважати, що такий самий процес зачепив і знахідний відмінок множини.
- У прийменниках кън, сън: прасл. *kŭm > *kŭn, *sŭm > *sŭn, і, зважаючи на те, що такий перехід відбувся в прийменниках, що фонетично не відокремлювалися від наступного слова (проклітика), можна думати, що зміна мала місце ще в тих складах, які були в середині слова.

### Сьогодення
Залишки колишніх [m] і [n] спостерігаємо в тому разі, коли наявне чергування, наприклад: укр. ду́ти — дму, дмеш, узя́ти — візьму́, візьме́ш, звук — дзвін, жа́ти1 — жну, пожина́ти, жа́ти2 — жму, зжима́ти, рос. звяк — звенеть.

## Проблема визначення
Питання про хронологію зміни [m] в [n] наприкінці складу досі не розв'язано. Відомо, що даний процес мав місце не тільки в спільнослов'янській мові, а також у балтійських, германських і грецьких. На цій підставі науковці припускають, що зміна сталася в діалектах праіндоєвропейської мови. Проте більшість учених (С. Б. Бернштейн та інші) відносить цей процес на пізніший час — на період балто-слов'янської мовної єдності. Латинська (і італійська) мова етимологічний [m] зберігає, як і давньоіндійська, як-от: devam (основи на -a-), senām (основи на -ā-), agnim, matim (основи на -i-), sunum, hanum (основи на -u-), devīm (основи на -ī-), vadhūm (основи на -ū-), dātāram (основи на -ar-), rājānam (основи на -an-), balinam (основи на -in-), pacantam, dadatam (основи на -ant/ānt-, -at-).
У науці були спроби довести, що праслов'янська мова ще розрізнювала наприкінці слів і [n], і [m]. Так, Й. Зубатий пояснював різницю розвитку *ōn (напр. староцерк.-слов. *kamy) i *ōm (напр. род. відм. мн. основ на -о-) саме різною якістю кінцевої приголосної, а Й.Ю. Міккола вважав, що довга голосівка довше зберігалася перед *m, ніж перед *n, і що в останнім разі довге *о, тобто *ō, переходило в *у (пор. *kamy), а в першім разі воно змінювалося в *ǫ.
А.М. Селіщев порівнював зміну [m] > [n] з аналогічним процесом у чакавських говорах і в окремих говорах словацької мови: znâm > znân, sàm > sàn, mòlim > mòlin, čàsōm > čàsōn, chlapom > chlapon, tam > tan. Однак таке порівняння необґрунтовано належним чином, адже зміна [m] > [n] у праслов'янській мові, з одного боку, і в говорах сербохорватської та словацької мовах, з іншого, відбувалася не лише в різний час, а й в різних позиціях: кінець складу й кінець слова.